# ساکت آی‌او

لوگو "ساکت. آی او"

ساکت. آی‌او (انگلیسی: Socket.IO) کتابخانهٔ جاوااسکریپت برای برنامه‌های وبی آنی است که ارتباط آنی دوطرفه را بین مشتری‌ها و سرور وبی فراهم می‌کند.
این کتابخانه به دو قسمت سمت کلاینت که در تمامی مرورگرهای وب اجرا می‌شود و همچنین یک کتابخانه سمت سرور برای نود جی اس است تقسیم می‌شود که با هم در ارتباطند.
ساکت. آی او در درجه اول به روش وب سوکت و پولینگ با سرور ارتباط برقرار می‌کند و برای کارهای realtime استفاده می‌شود مانند: نرم‌افزارهای چت، ویرایش سند، تجزیه و تحلیل ترافیک و ..
توجه کنید که socket.io فقط یک کتابخانه که از websocket برای ایجاد ارتباط استفاده می‌کند نیست. این کتابخانه از یک پروتکل شخصی‌سازی شده استفاده می‌کند و برای ایجاد ارتباط لازم است هم در سمت سرور و هم در سمت کلاینت از این کتابخانه استفاده شده باشد.